# Pinguicula moranensis
Pinguicula moranensis este o specie de plante carnivore din genul Pinguicula, familia Lentibulariaceae, ordinul Lamiales, descrisă de Carl Sigismund Kunth. Conține o singură subspecie: P. m. neovolcanica.

## Galerie

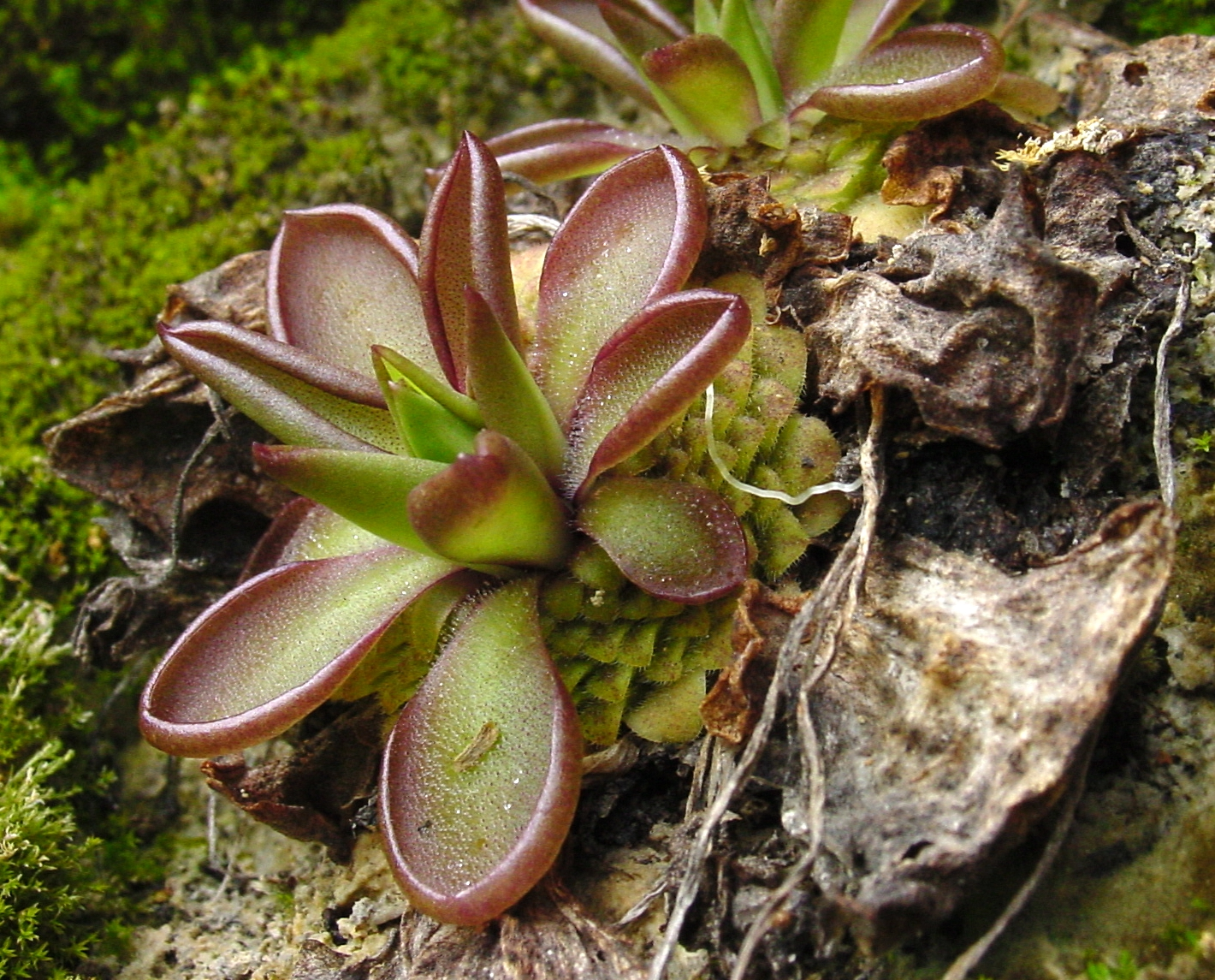
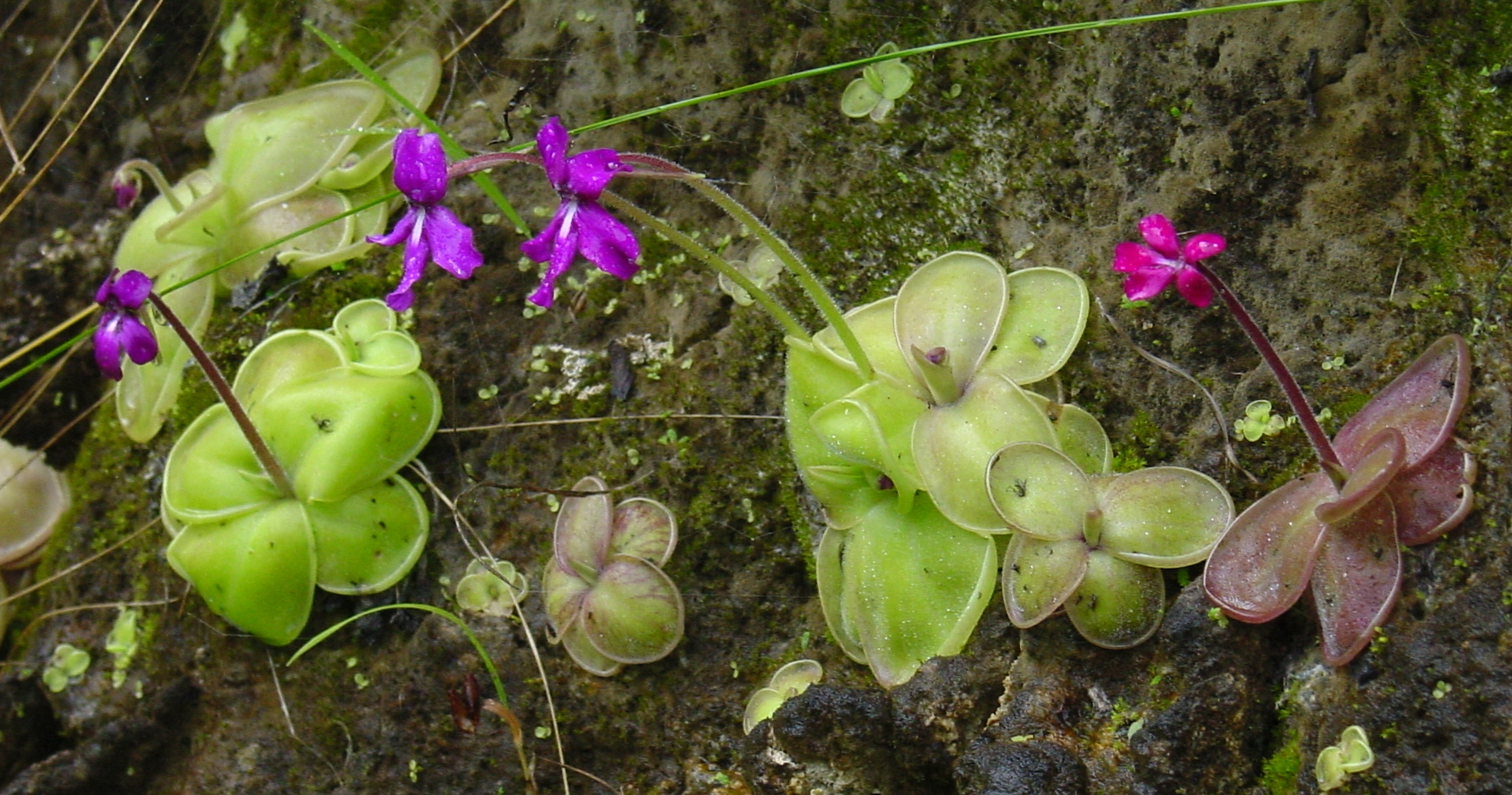
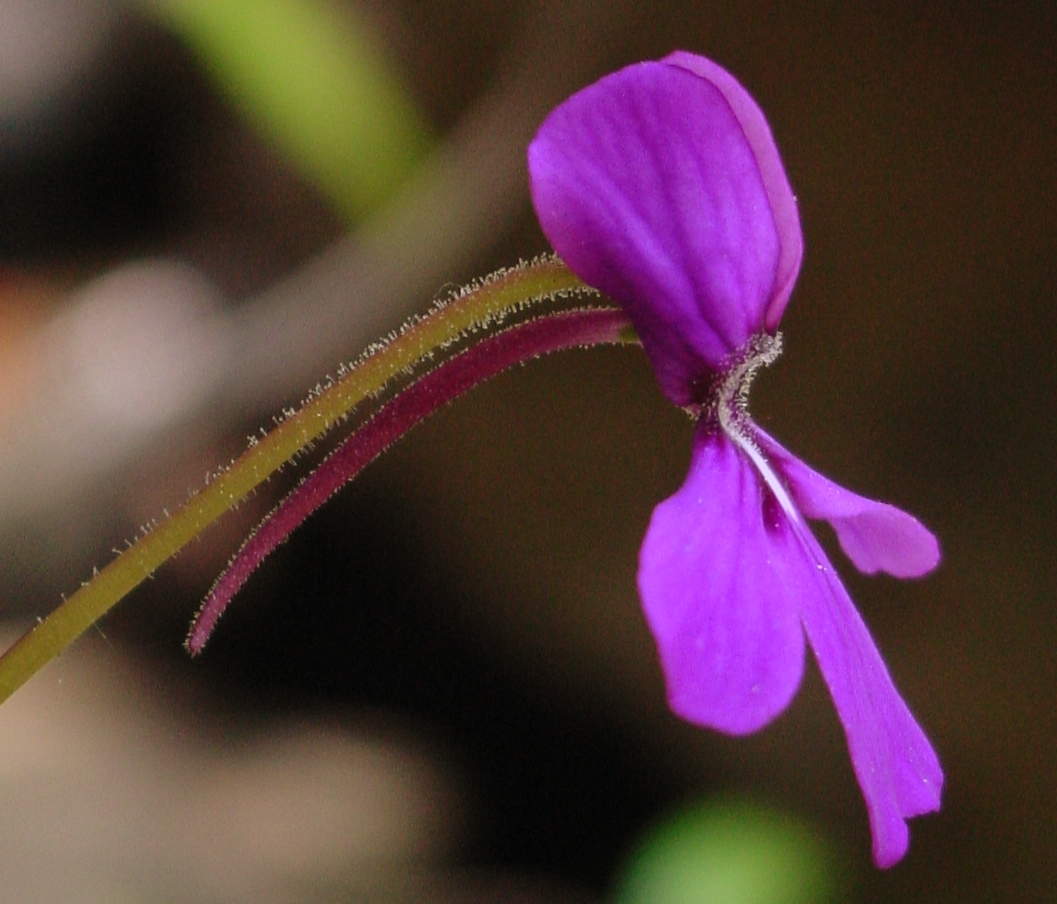
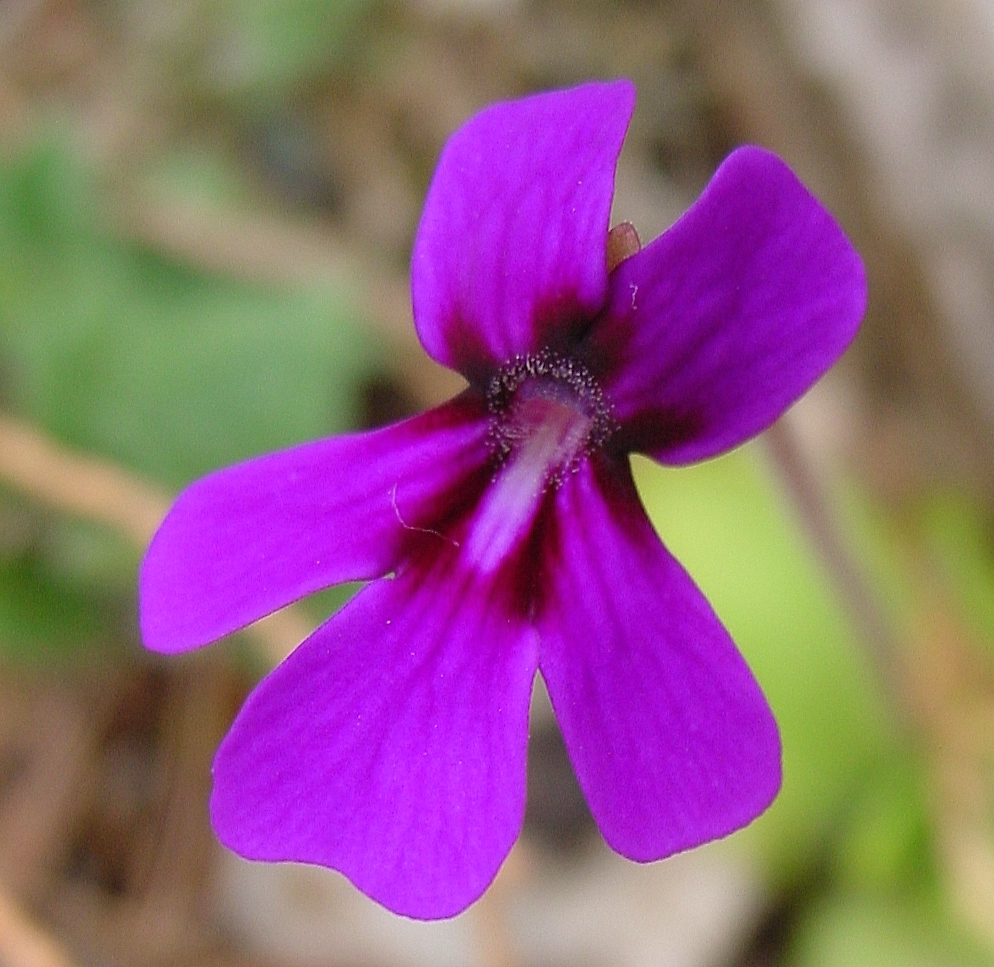
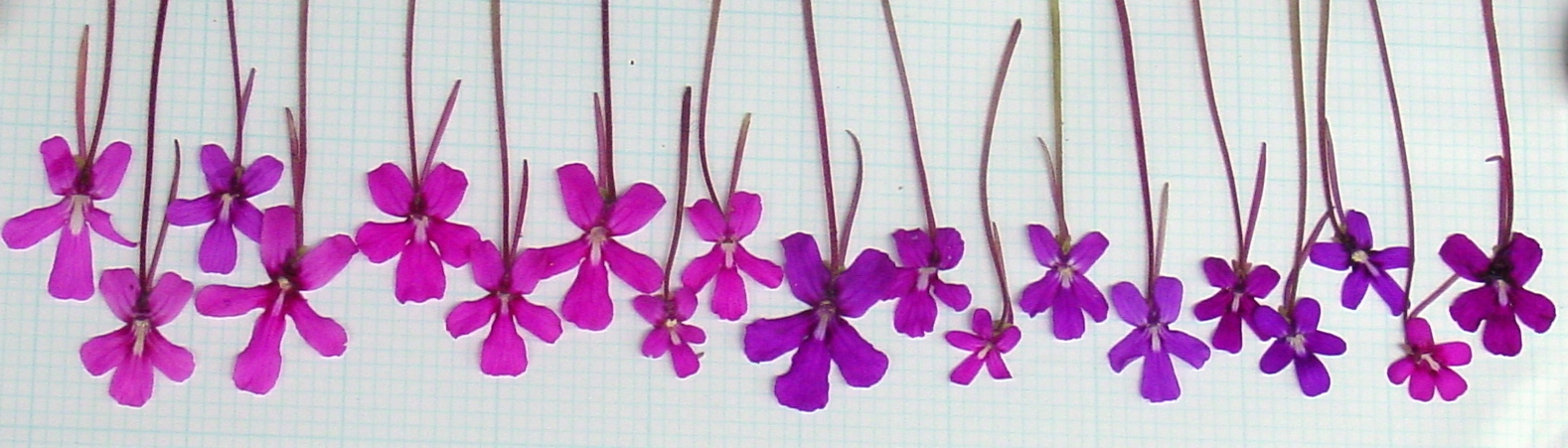
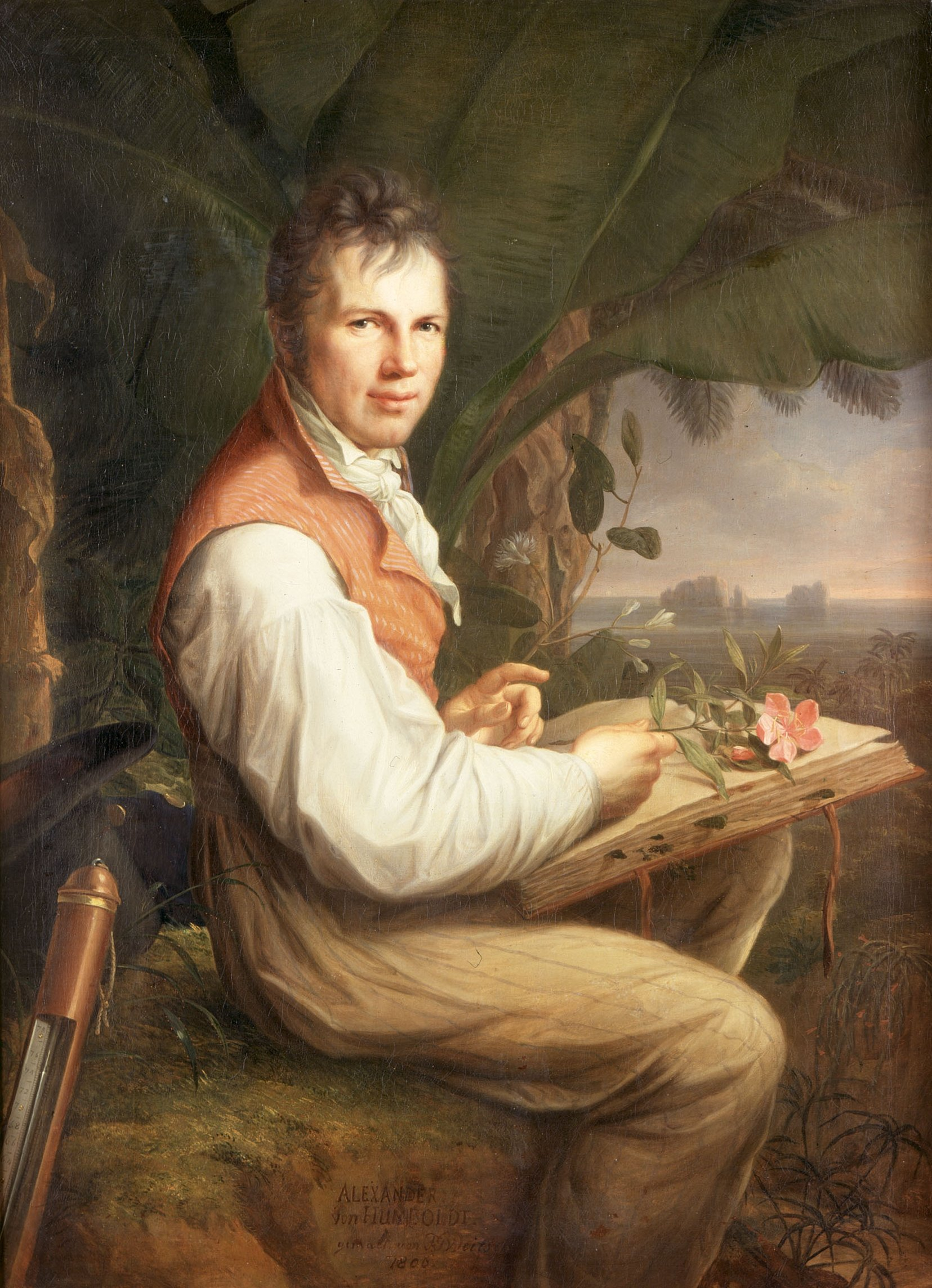